# Nimbagryllus lamottei
Nimbagryllus lamottei är en insektsart som först beskrevs av Lucien Chopard 1954.  Nimbagryllus lamottei ingår i släktet Nimbagryllus och familjen syrsor. Inga underarter finns listade i Catalogue of Life.